# Heterothyone
Heterothyone är ett släkte av sjögurkor. Heterothyone ingår i familjen Heterothyonidae.
Heterothyone är enda släktet i familjen Heterothyonidae.
Kladogram enligt Catalogue of Life:
| Heterothyone | \| \| Heterothyone alba \| \| \| \| \| \| Heterothyone ocnoides \| \| \| \| |
|              | \| \| Heterothyone alba \| \| \| \| \| \| Heterothyone ocnoides \| \| \| \| |
|              | Heterothyone alba                                                           |
|              |                                                                             |
|              | Heterothyone ocnoides                                                       |
|              |                                                                             |